# Rong Yiren
Rong Yiren (chinois simplifié : 荣毅仁 ; chinois traditionnel : 榮毅仁 ; pinyin : Róng Yìrén ; Wade-Giles : Jung Yi-Jen) (1er mai 1916 – 26 octobre 2005) a été vice-président de la république populaire de Chine de 1993 à 1998 et a été fortement impliqué avec l'ouverture de l'économie chinoise aux investisseurs occidentaux.
Rong est connu à la fois en Chine et en Occident comme « capitaliste rouge » car sa famille a été parmi les quelques industriels avant 1949 qui ont négocié avec le parti communiste chinois leur collaboration avec le gouvernement de la république populaire de Chine.

## Biographie
Son grand-père fonde la société familiale en 1870 sous la dynastie Qing.
Rong Yiren est né dans une famille d'industriels de la minoterie et du tissage. Il effectue ses études  à l'université chrétienne St. John de Shanghai..
Pendant la révolution culturelle, entre 1966 et 1976, ses sociétés familiales ont été entièrement confisquées et il tomba en disgrâce, en partie à cause des origines bourgeoises de sa famille. Il a été battu et obligé de travailler dans des emplois subalternes.
En 1979 avec l'accord de Deng Xiaoping, il fonde la China International Trust and Investment Corporation, une entreprise publique de fonds d'investissement de la RPC. La société a été rebaptisée en 2000 le CITIC Group.